# امیلی ساندی
ادل امیلی ساندی (انگلیسی: Adele Emily Sandé؛ زادهٔ ۱۰ مارس ۱۹۸۷) که با نام حرفه‌ای‌اش امیلی ساندی (انگلیسی: Emeli Sandé) شناخته می‌شود، خواننده و ترانه‌سرای اهل اسکاتلند است. وی از سال ۲۰۰۸ میلادی تاکنون مشغول فعالیت بوده‌است. ترانه‌های زیادی از وی معروف هستند به طور مثال کنار من، و دلقک. اولین آلبوم وی با نام تلقی ما از اتفاقات در بریتانیا به مدت هفت هفته در چارت اول بود و پرفروش‌ترین آلبوم ۲۰۱۲ در بریتانیا شد و در سال ۲۰۱۳ برنده دو جایزه بریت شد. آلبوم سال و خواننده زن سال.